# تأمین و تصفیه آب در فلسطین

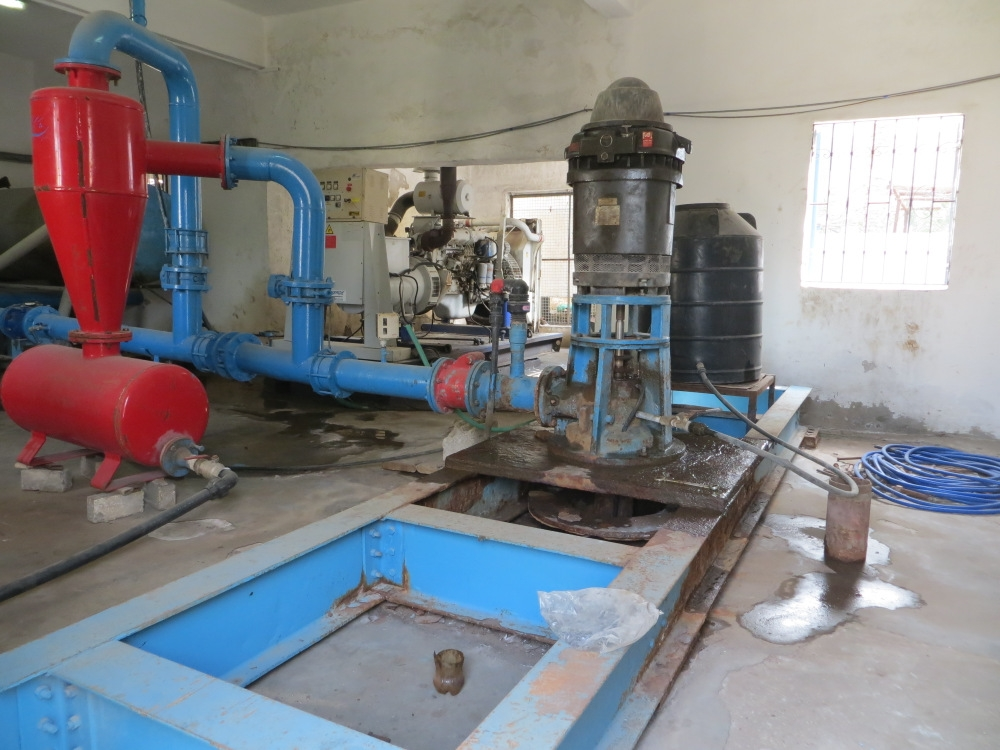
یک تصویه خانه آب در غرب غزه

منابع آب فلسطین عملاً به‌طور کامل توسط اسرائیل کنترل می‌شود و تقسیم آب‌های زیرزمینی مشمول مقررات پیمان اسلو ۲ است.
به‌طور کلی، کیفیت آب در نوار غزه در مقایسه با کرانه باختری بسیار بدتر است. حدود یک سوم تا نیمی از آب تحویلی در سرزمین‌های فلسطینی در شبکه توزیع تلف می‌شود. محاصره پایدار نوار غزه و جنگ غزه (۲۰۰۹–۲۰۰۸) آسیب شدیدی به زیرساخت‌های نوار غزه وارد کرده است.
در مورد فاضلاب، تصفیه خانه‌های موجود ظرفیت تصفیه کل فاضلاب تولیدی را ندارند و باعث آلودگی شدید آب می‌شوند.
توسعه این بخش به شدت به تأمین مالی خارجی بستگی دارد.

## نگاه کلی
منطقه اسرائیل/فلسطین مانند بسیاری از کشورهای دیگر در منطقه تحت فشار آب قرار دارد و تحلیلگران کلان بررسی نحوه اشتراک منابع آبی را تنها مهم‌ترین مشکل برای مردم خاورمیانه می‌دانند. یک سوم کل آب مصرف شده در اسرائیل تا دهه ۱۹۹۰ از آب‌های زیرزمینی که به نوبه خود از باران‌های کرانه باختری ناشی می‌شد، استخراج می‌شد و مبارزه بر سر این منبع به عنوان یک بازی حاصل جمع صفر توصیف شده است. 
طبق گفته دیده‌بان حقوق بشر، مصادره آب توسط اسرائیل نقض مقررات لاهه ۱۹۰۷ است که یک قدرت اشغالگر را از سلب مالکیت منابع سرزمین‌های اشغالی به نفع خود منع می‌کند.
در پی سال ۱۹۶۷، اسرائیل حقوق آب فلسطینیان در کرانه باختری را لغو کرد،
و با فرمان نظامی ۹۲ اوت همان سال تمام قدرت مدیریت آب را در اختیار مقامات نظامی قرار داد،
اگرچه طبق قوانین بین‌المللی فلسطینیان حق داشتند. به یک سهم.
هر دو سفره آب خود اسرائیل از کرانه باختری سرچشمه می‌گیرند و شهرهای شمالی آن بدون آنها خشک می‌شوند. به گفته جان کولی، چاه‌های کشاورزان فلسطینی کرانه باختری، که در قوانین عثمانی، بریتانیا، اردن و مصر منابع خصوصی متعلق به روستاها بود
عنصر کلیدی پشت استراتژی اسرائیل پس از سال ۱۹۶۷ برای حفظ منطقه و نظم بخشیدن به آن منطقه بود. برای محافظت از «ذخایر آب یهودیان» از آنچه «تجاوز» تلقی می‌شد
بسیاری از چاه‌های موجود مسدود یا مهر و موم شدند، فلسطینی‌ها از حفر چاه‌های جدید بدون مجوز نظامی که تقریباً غیرممکن بود، منع شدند و سهمیه‌های محدودکننده برای استفاده از آب فلسطین تحمیل شد.
تعداد ۵۲۷ چشمه شناخته شده در کرانه باختری، فلسطینیان را با نیمی از مصرف داخلی خود (۲۰۱۰) تأمین می‌کند.
چاه‌های تاریخی که روستاهای فلسطینی را تجهیز می‌کنند اغلب برای استفاده انحصاری از شهرک‌ها سلب مالکیت شده‌اند: به این ترتیب چاه اصلی العیزاریه در دهه ۱۹۸۰ توسط معال ادومیم تصرف شد، در حالی که بیشتر زمین‌های آن از آنها سلب شد و روستاییان را با آنها مواجه کرد. ۲۹۷۹ از ۱۱۱۷۹ دونوم اصلی آنها.
بیشتر حفاری‌های حامل آب اسرائیلی مکوروت در کرانه باختری در دره اردن واقع شده است، جایی که فلسطینی‌ها در نهایت تا سال ۲۰۰۸ حدود ۴۴ درصد کمتر از آنچه قبل از توافق موقت ۱۹۹۵ به آن دسترسی داشتند، آب برداشت کردند.

بر اساس آن قراردادهای اسلو، اسرائیل ۸۰ درصد از آبهای کرانه باختری و ۲۰ درصد باقیمانده فلسطینی را به دست آورد، درصدی که با این حال، هیچ «حق مالکیت» را برای فلسطینیان قائل نشد.
از مجموع ۱۳۸/۵ میلیون متر مکعب در سال ۲۰۱۱، فلسطینی‌ها توانستند تنها ۸۷ میلیون متر مکعب استخراج کنند، با توجه به مشکلاتی که در دریافت مجوزهای اسرائیل وجود داشت و کمبود ناشی از خشک شدن نیمی از چاه‌های فلسطینی باید تا حدی با خرید آب از اسرائیل جبران شود. با این اثر خالص که مصرف سرانه آب فلسطین ۲۰ درصد کاهش یافته است.
حداقل مصرف سرانه آب سازمان جهانی بهداشت ۱۰۰ لیتر در روز است.
توسعه‌های شهری نمونه فلسطینی، مانند شهر روابی، به دلیل محدودیت‌های دسترسی به آب به شدت با مشکل مواجه شده است.

## تاریخ
از زمان جنگ اعراب و اسرائیل در سال ۱۹۴۸، موضوع توسعه منابع آبی منطقه، موضوعی حیاتی در درگیری‌ها و مذاکرات منطقه‌ای بوده است که در ابتدا شامل سوریه، اردن و اسرائیل می‌شد.
پس از جنگ شش روزه، زمانی که اسرائیل سرزمین‌های فلسطینی را اشغال کرد، استفاده از آب و سرویس بهداشتی ارتباط نزدیکی با تحولات درگیری اسرائیل و فلسطین داشت. منابع آب و زمین در کرانه باختری به‌طور خاص مانع اصلی حل مناقشه در این منطقه است.
فلسطینی‌ها ادعا می‌کنند که حق قانونی مالکیت دارند یا ادعای استفاده از سه منبع آبی در این منطقه دارند: (الف) مخزن آب زیرزمینی آبخوان کوه، آبخوان ساحلی نوار غزه و رودخانه اردن به میزان ۷۰۰ میلیون متر مکعب در سال. بیش از ۵۰ درصد از منابع آب طبیعی بین دریای مدیترانه و رود اردن.
در سال ۱۹۹۵، سازمان آب فلسطین (Palestinian Water Authority (PWA)) با فرمان ریاست جمهوری تأسیس شد. یک سال بعد، وظایف، اهداف و مسئولیت‌های آن از طریق آیین‌نامه‌ای تعریف شد که به سازمان آب مأموریت مدیریت منابع آب و اجرای سیاست آب را داد.